# Нефтегазоносные бассейны Туркменистана

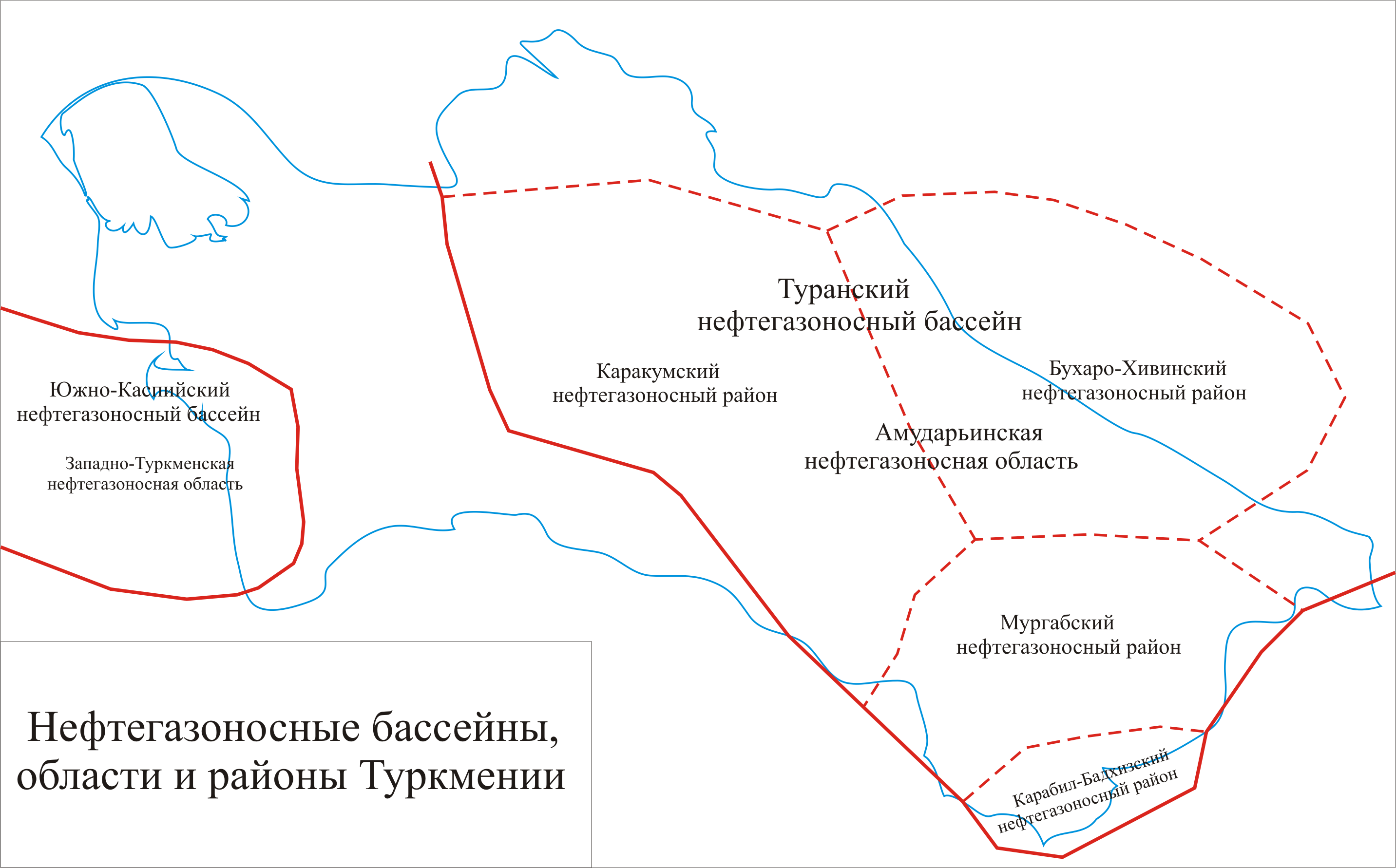
Карта расположение НГБ, НГО и НГР в Туркменистане

Согласно схеме нефтегеологического районирования А. А. Бакирова на территории Туркменистана располагаются 2 нефтегазоносные провинции. В выявленных провинциях к настоящему времени открыто более 220 нефтяных, газовых, нефтегазовых и конденсатных месторождений.

## Подразделение нефтегазоносных бассейнов Туркмении
Туркменистан делится на две нефтегазоносные провинции и области:
1. Туранская — восточная и центральная часть Туркменистана приурочена к платформенному типу мезозойскому чехлу и палеозойский фундамент.
  1. Амударьинская
    1. Бухаро-Хивинский
    2. Мургабский
    3. Карабил-Бадхизский
    4. Каракумский
2. Южно-Каспийский — западная часть Туркменистана приурочена к платформенному типу кайнозойско-мезозойскому чехлу и палеозойский фундамент.
  1. Западно-Туркменская
  2. Блок-11,12